# Mesquita de Abu Alabás Almurci
A Mesquita de Abu Alabás Almurci (em árabe: مسجد أبو العباس المرسي) é uma mesquita Egípcia na cidade de Alexandria. Ela é dedicada ao santo múrcio-andalusino Sufista Abu Alabás Almurci do século XIII, cujo túmulo abriga. A mesquita está localizado no bairro Anfuxi em Alexandria, perto da Cidadela de Qaitbay.

## História
Anterior à construção da mesquita, o local abrigava a tumba do Xeque Abu Alabás Almurci (1219–1289). Abu Alabás Almurci foi enterrado no cemitério de Bab al-Bahr em Alexandria, mas foi transferido para o local atual em 1309 (706 AH) na ocasião da construção da mesquita pelo grande comerciante Xeque Zeinadim ibne Alcatane.
A mesquita tem vista para o porto oriental de Anfuxi, um edifício de estilo andalusino com colunas de mármore e cobre e colunas octogonais. A característica mais importante da mesquita é a decoração árabe e andaluza. A cúpula ocidental está sobre o túmulo de Abu Alabás Almurci e seus dois filhos.

## Renovações
No 1477 (882 AH), a mesquita estava negligenciada e sua construção era atribuída ao Príncipe Akjmac Ishaqi, nos dias virtuais de seu mandato em Alexandria (na era de Qaitbey). Construiu-se um túmulo ao lado para Abu Alabás Almurci onde foi enterrado em 1493 (892 AH).
Em 1596 (1005 AH), uma nova reconstrução foi feita por Xeique Abu Alabás Naçafi Cazeraji. Em 1775 (1179 AH), a delegação marroquina de Alboácem Ali ibne Maomé visita Alexandria e o túmulo de Abu Alabás Almurci, iniciando outra renovação da cúpula e ampliação da mesquita.
No ano 1863 (1280 AH) acontecimentos locais a deterioraram.
A mesquita permaneceu assim até que o rei Fuad I ordenou o estabelecimento de um amplo campo chamado Campo das Mesquitas, que incluía a grande mesquita de Abu Alabás Almurci, a mesquita do imame Albuciri e o trono de Xeique Safira. Ele desenvolveu o projeto atual de seu arquiteto italiano Mario Rossi foi concluída após o ano de 1943. A mesquita foi redesenhada e construída no formato atual por Eugenio Valzania e Mario Rossi nos anos 1929 - 1945, e foi fortemente influenciada pela arquitetura tradicional do Cairo .

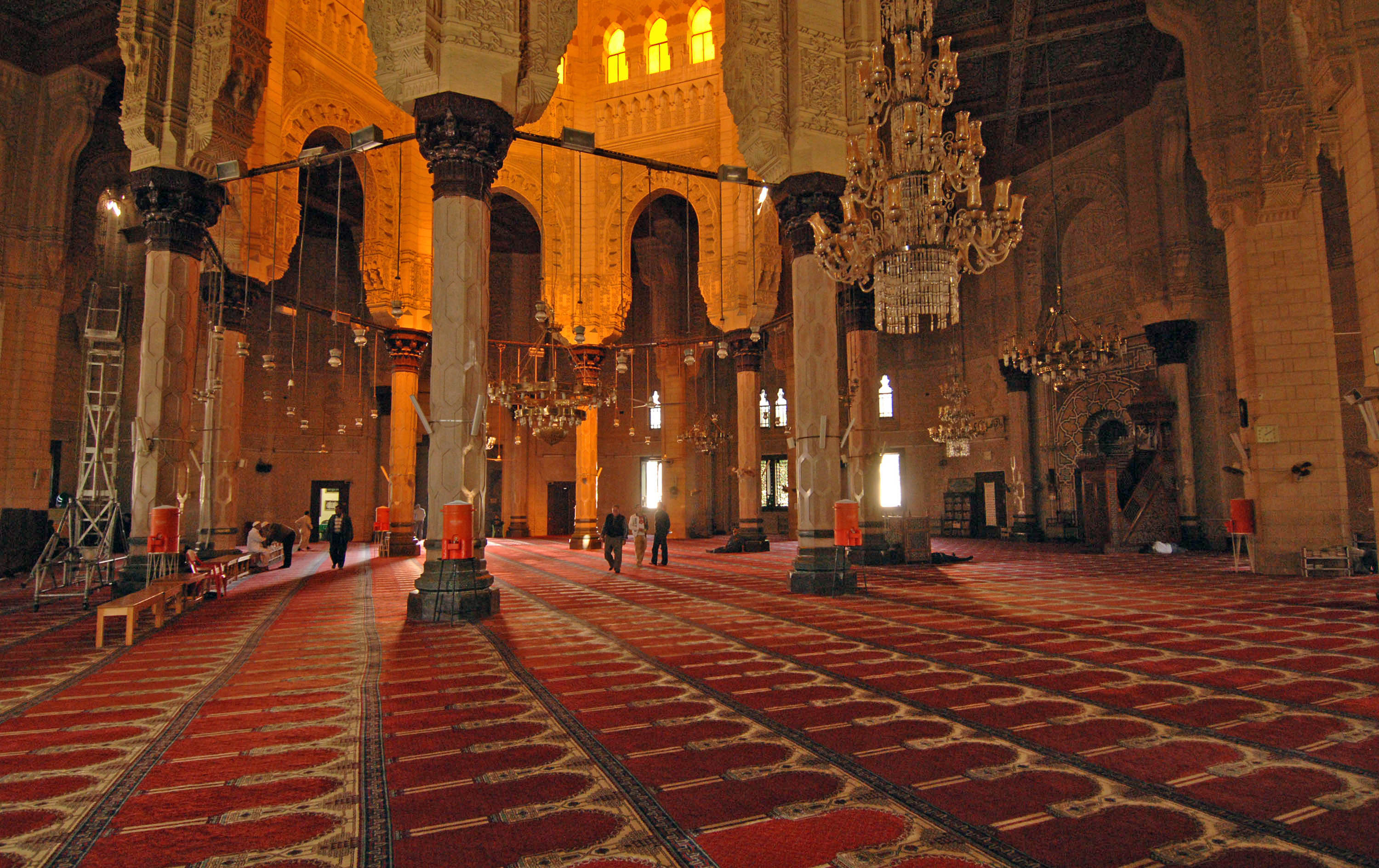
Vista do interior
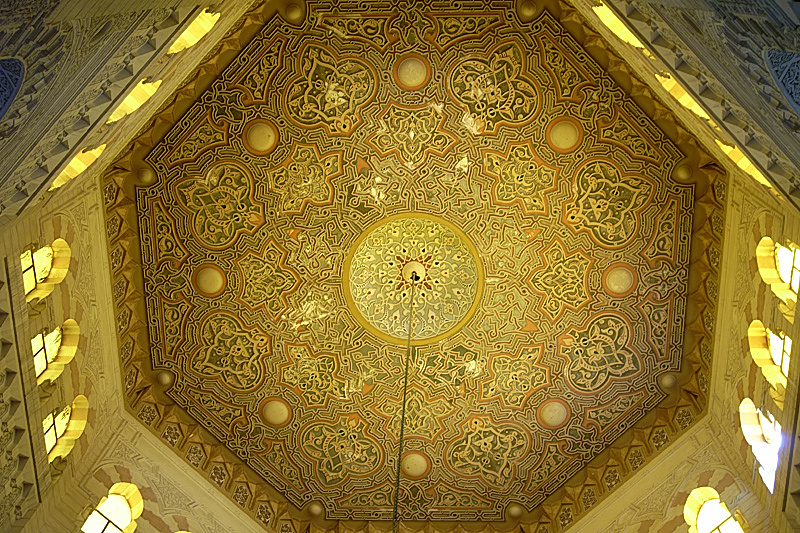
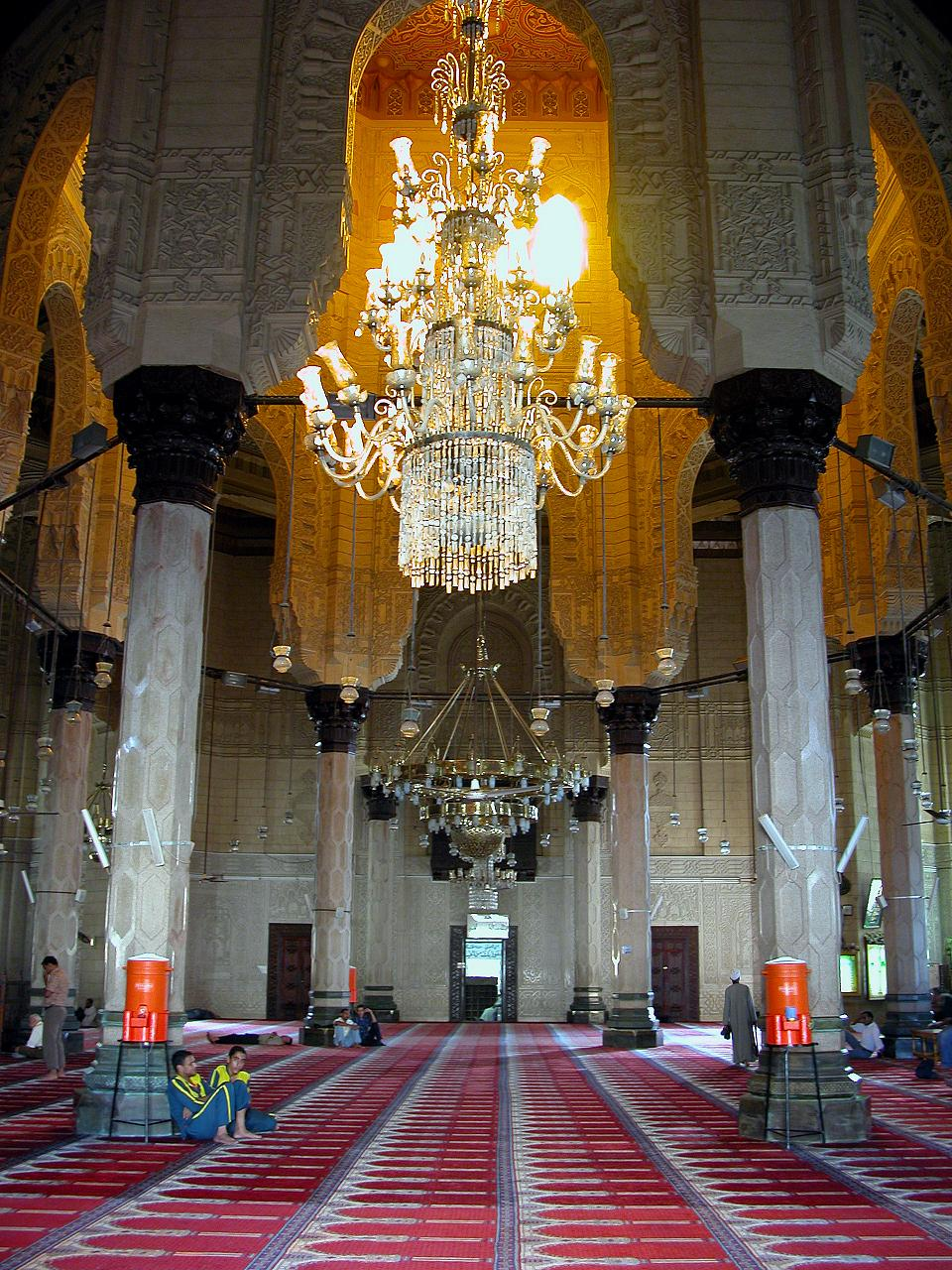
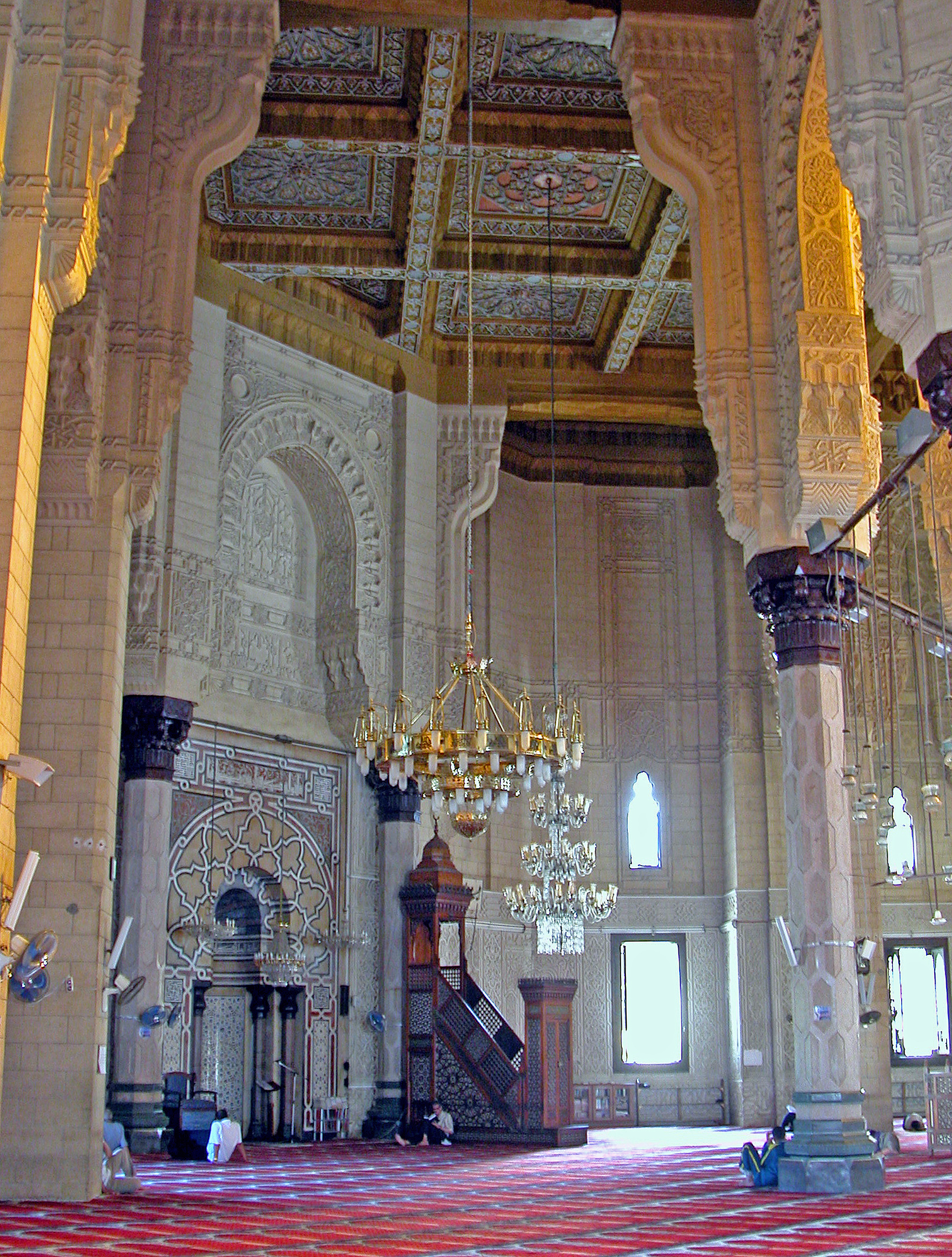
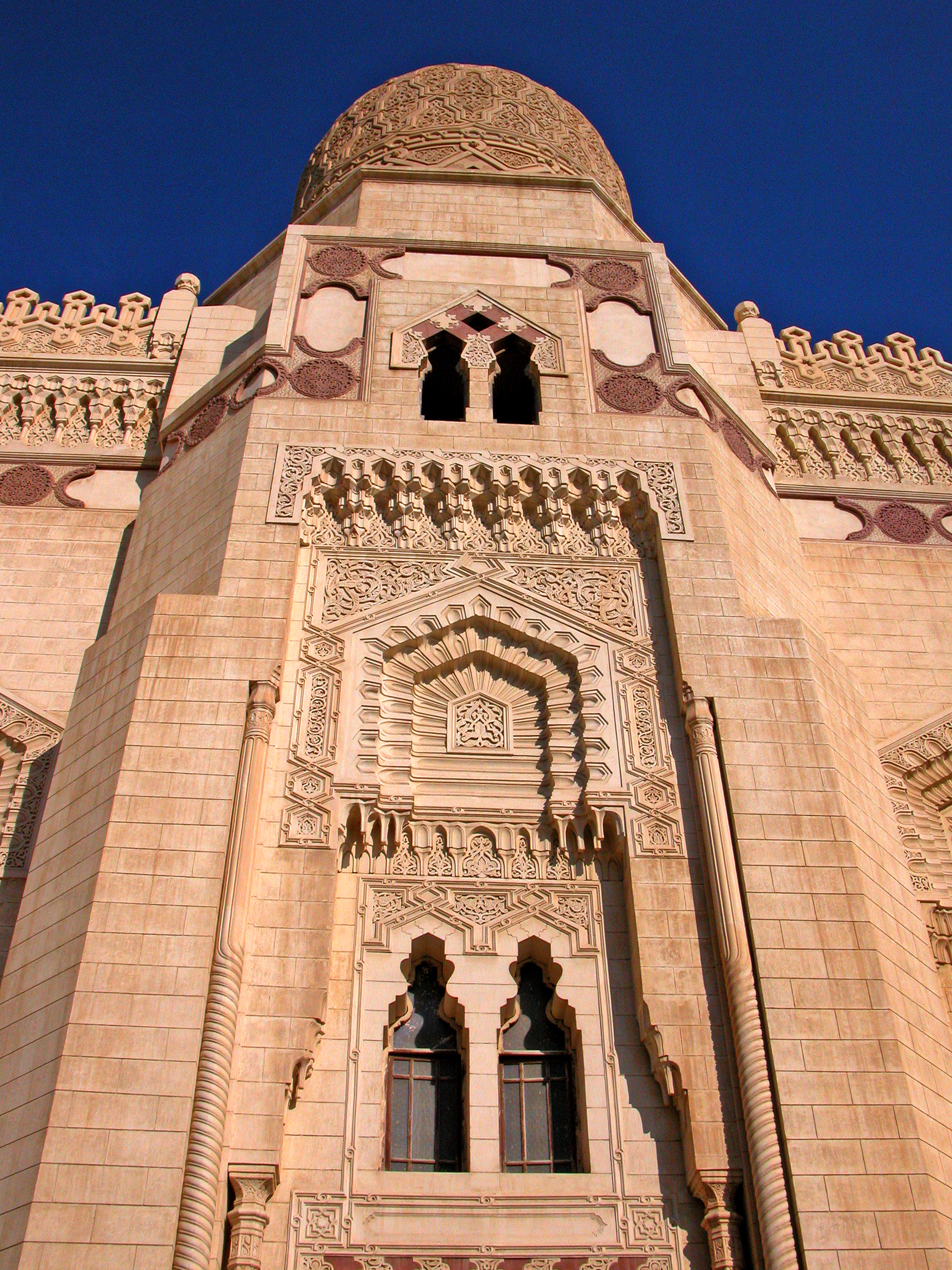
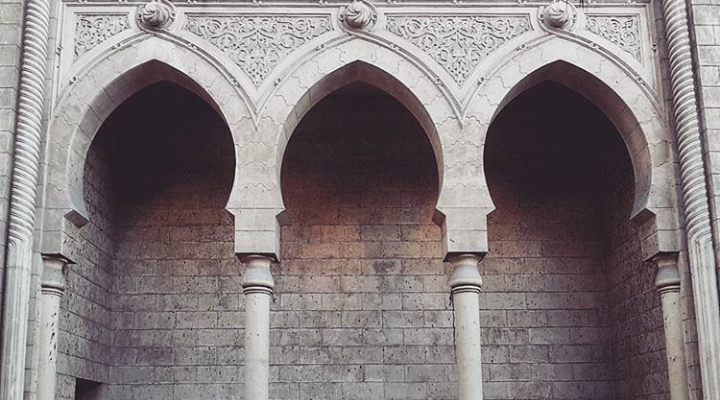
Pilares e arcos que marcam a influência da arquitetura italiana
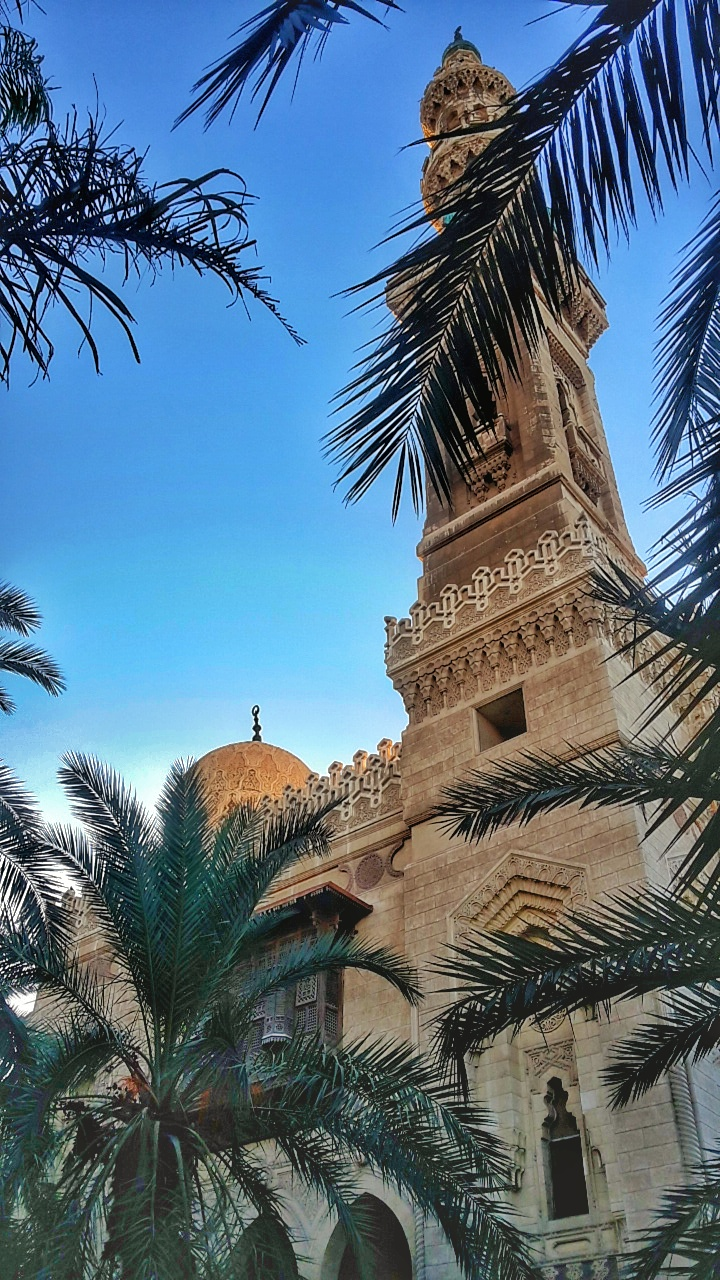
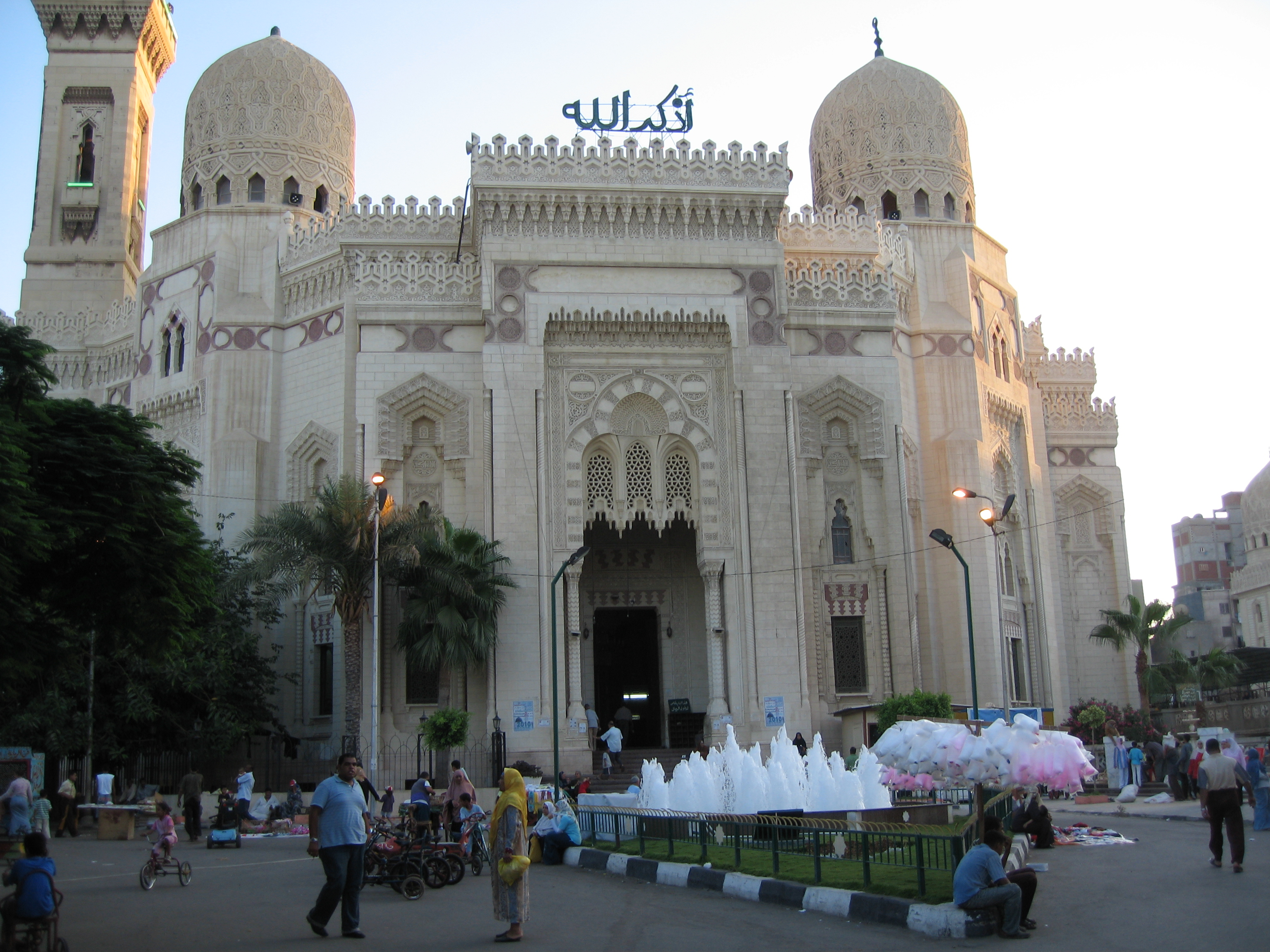